# فیلیپ سویونز
فیلیپ سویونز (انگلیسی: Philippe Suywens؛ زادهٔ ۱۲ دسامبر ۱۹۷۱) بازیکن فوتبال اهل فرانسه است.
از باشگاه‌هایی که در آن بازی کرده‌است می‌توان به باشگاه فوتبال والنسین اشاره کرد.